# Gu Junjie (lekkoatleta)
Gu Junjie (chiń. 顾俊杰; ur. 5 maja 1985 w Syczuanie) – chiński lekkoatleta, trójskoczek.

## Osiągnięcia
- złoty medal Uniwersjady (Daegu 2003)
- srebro mistrzostw Azji (Manila 2003)
- złoto mistrzostw Azji (Inczon 2005)

Junjie reprezentuje swój kraj na największych międzynarodowych imprezach, jednak bez większych sukcesów, m.in. podczas igrzysk olimpijskich (Pekin 2008) zajął 34. miejsce w eliminacjach trójskoku i nie zakwalifikował się fo finału.

## Rekordy życiowe
- trójskok – 17,23 (2004) rekord Azji juniorów
- trójskok (hala) – 16,96 (2005) były rekord Chin

Go Junie ustanowił liczne rekordy świata w różnych kategoriach wiekowych, wciąż należą do niego m.in. – nieoficjalne rekordy świata  trzynastolatków w skoku w dal (7,41) i trójskoku (15,85). Jest on także rekordzistą świata kadetów (16,89).